# Mito

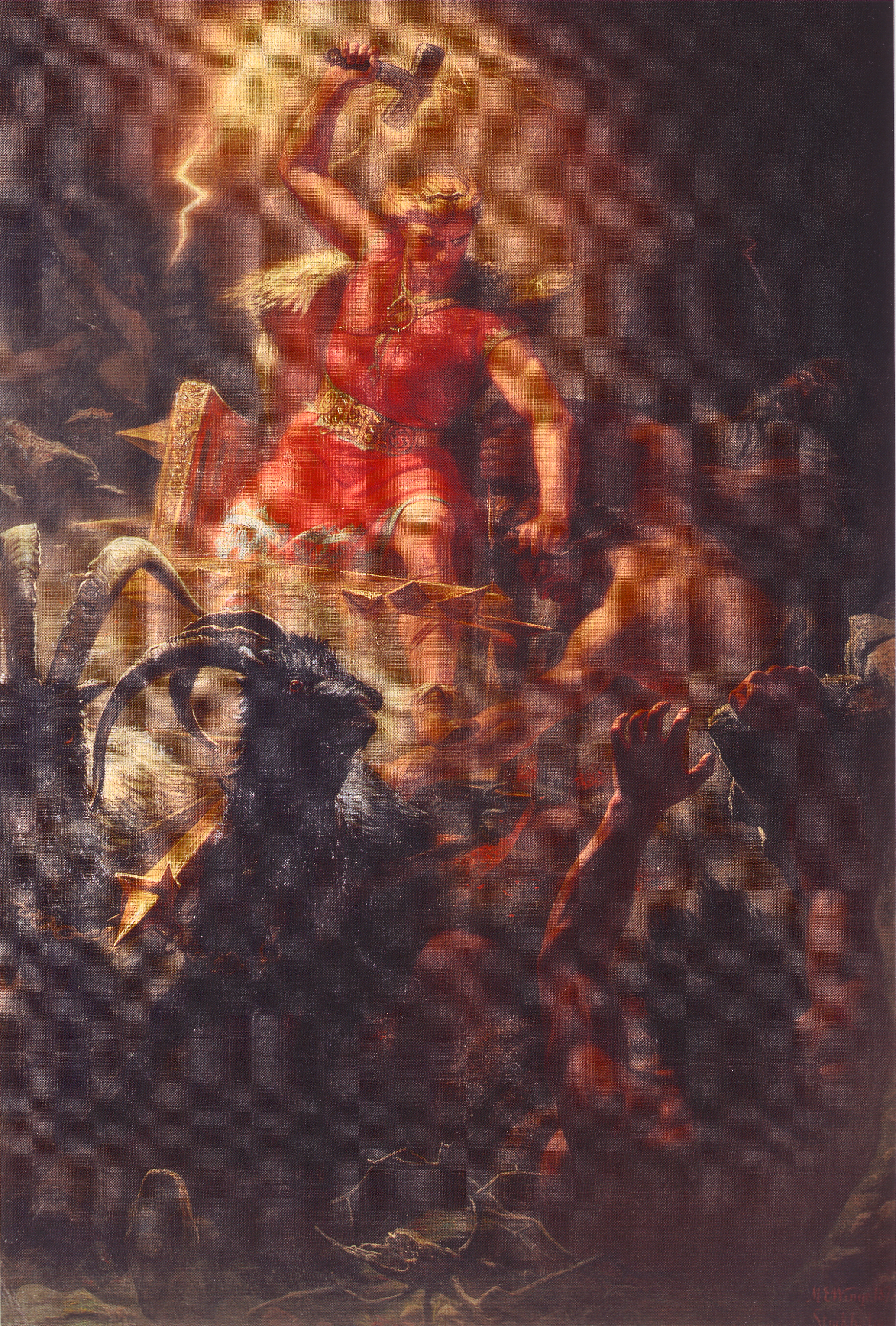
La batalla de Thor contra los gigantes, pintura de Mårten Eskil Winge (1872).

Los mitos (del griego  μύθος, mythos, «relato», «cuento») son explicaciones que buscan expresar las ideas ancestrales de un pueblo acerca del mundo en el cual vive. Surgieron para que dichos pueblos le puedan dar una respuesta a cuestiones que les resultaban inexplicables. Por lo tanto, a través de relatos tradicionales, intentaron aclarar los misterios de los ciclos de la vida y de la muerte, y explicar cómo comenzaron a existir todas las cosas (la Tierra, la humanidad, el fuego, las enfermedades, los astros, etc.).
Los mitos relatan acontecimientos prodigiosos protagonizados por seres sobrenaturales o extraordinarios (dioses, semidioses, héroes, etc), que a partir de lo que crearon desde los orígenes, hicieron que el ser humano fuera lo que es.
Las explicaciones prodigiosas y asombrosas que brindan los mitos, para los pueblos que las crearon tenían carácter de verdad y eran el centro de sus creencias religiosas. Por ese motivo relatar un mito era una celebración que se realizaba en el marco de ceremonias importantes (casamientos, entierros, iniciación de la vida adulta). El objetivo principal era: revelar a cada pueblo el origen común del mundo, del hombre y de la vida, justificar las actividades cotidianas (como la forma en que debían cazar y cultivar). Y, además, enseñarle que su historia sobrenatural era significativa y un ejemplo a imitar.
Las narraciones míticas tienen un origen oral y surgen de manera colectiva y anónima. A medida que se transmiten de generación en generación, experimentan transformaciones: se alargan, se acortan, cambian los nombres de los personajes, entre otras. Estos cambios dan lugar a diferentes versiones y estas, en algún momento, pueden ponerse por escrito.

## Descripción general
Desde que en la Antigüedad grecolatina las explicaciones filosóficas y científicas entraron en competencia con las míticas, la palabra mito se cargó en ciertos contextos de un valor peyorativo, llegando a utilizarse de forma laxa como sinónimo de patraña, creencia extendida pero falsa, por ejemplo, la sociedad sin clases es un mito comunista, o la mano invisible del mercado es un mito liberal. También es común el uso un tanto laxo de mito y mítico (o leyenda y legendario) para referirse a personajes históricos o contemporáneos (o incluso a productos comerciales) cargados de prestigio y glamur: Charlotte es un mito del cine mudo; los Brutales son un grupo mítico.
Como los demás géneros narrativos tradicionales, el mito es un texto de origen oral, cuyos detalles varían en el curso de su transmisión, dando lugar a diferentes versiones. En las sociedades que conocen la escritura, el mito ha sido objeto de reelaboración literaria, ampliando así su arco de versiones y variantes. Por ello, los mitos no han desaparecido en la época actual, solo se muestran 

### Características
Según Mircea Eliade, el mito es una historia sagrada que narra un acontecimiento sucedido durante un tiempo primigenio, en el que el mundo no tenía aún su forma actual. Los acontecimientos de la naturaleza que se repiten periódicamente se explican como consecuencia de los sucesos narrados en el mito (por ejemplo, en la mitología griega el ciclo de las estaciones se explica a partir del rapto de Perséfone. Sin embargo, no todos los mitos se refieren a un tiempo "primero", también pueden abordar sucesos acontecidos después del origen, pero que destacan por su importancia y por los cambios que trajeron.
Según Lévi-Strauss, «un mito se refiere siempre a acontecimientos pasados: antes de la creación del mundo, o durante las primeras edades, o en todo caso hace mucho tiempo. Pero el valor intrínseco atribuido al mito proviene de que estos acontecimientos, que se suponen ocurridos en un momento del tiempo, forman también una estructura permanente que se refiere simultáneamente al pasado, al presente y al futuro» (Lévi-Strauss, 1958: 189).
Según la visión de Claude Lévi-Strauss, antropólogo estructuralista, todo mito tiene tres características:
- Trata de una pregunta existencial, referente a la creación de la Tierra, la muerte, el nacimiento y similares.
- Está constituido por contrarios irreconciliables: creación contra destrucción, vida frente a muerte, dioses contra hombres o bien contra mal.
- Proporciona la reconciliación de esos polos a fin de conjurar nuestra angustia.

Por su parte, el antropólogo Bronislaw Malinowski afirmaba que no hay aspecto importante de la vida que sea ajeno al mito. Por ello, existen mitos religiosos (como el nacimiento de los dioses), políticos (como la fundación de Roma) o sobre temas particulares (por qué el maíz se convirtió en el principal alimento de un pueblo, como sucedió con los pueblos prehispánicos de México). Para Malinowski los mitos son narraciones fundamentales, en tanto que responden a las preguntas básicas de la existencia humana: razón para existir, razón de lo que lo rodea, entre otras. Malinowski también aclaró que el mito pertenece al orden de las creencias.
Según el catedrático y teórico literario José Manuel Losada, el mito es un “relato funcional, simbólico y temático de acontecimientos extraordinarios con referente trascendente sobrenatural sagrado, carentes, en principio, de testimonio histórico, y remitentes a una cosmogonía o una escatología individuales o colectivas, pero siempre absolutas”.

### Función del mito
Las funciones de los mitos son múltiples ya que es parte de una cultura. No obstante, en general, se puede aceptar tres funciones esenciales: explicativa, de significado y pragmática. La función explicativa: se refiere a que los mitos explican, justifican o desarrollan el origen, razón de ser y causa de algún aspecto de la vida social o individual, por ejemplo, el mito griego que narra cómo se originó el mundo del "Caos" o el Génesis que comenta el nacimiento de la mujer de la costilla de un hombre. 
La función pragmática del mito implica que los mitos son la base de ciertas estructuras sociales y acciones, así, un mito puede marcar una línea genealógica y determinar quiénes pueden gobernar o no. Gracias a esta función, los mitos especifican y justifican por qué una situación es de una manera determinada y no de otra. 
La función de significado se refiere a que los mitos no son solo historias que brindan explicaciones o justificaciones políticas, también otorgan un consuelo, objetivo de vida o calma a los individuos, así sucede con mitos que hablan de la muerte, el sufrimiento o la victoria, por lo tanto, los mitos no son historias alejadas de la persona, sino que funcionan como un asidero existencial, un motivo, de acuerdo al psicoanalista estadounidense, Rollo May. Las tres funciones se suelen combinar de manera constante.[cita requerida]

## Tipos de mitos
Se distinguen varias clases de mitos:
- Mitos cosmogónicos: explican la creación del mundo. Son los más universalmente extendidos y de los que existe mayor cantidad. A menudo, se sitúa el origen de la tierra en un océano primigenio. A veces, una raza de gigantes, como los titanes, desempeña una función determinante en esta creación; en este caso, tales gigantes, que suelen ser semidioses, constituyen la primera población de la tierra.
- Mitos teogónicos: Relatan el origen de los dioses. Por ejemplo, Atenea surge armada de la cabeza de Zeus.
- Mitos antropogónicos: Narran la aparición del ser humano, que puede ser creado a partir de cualquier materia, viva (una planta, un animal) o inerte (polvo, lodo, arcilla, etcétera). Los dioses le enseñan a vivir sobre la tierra. Habitualmente, están vinculados a los mitos cosmogónicos.
- Mitos morales: Explican la existencia del bien y del mal.
- Mitos fundacionales: describen el origen de alguna característica del mundo natural o social. Un ejemplo es el de la fundación de Roma por dos gemelos, Rómulo y Remo, que fueron amamantados por una loba.
- Mitos escatológicos: Anuncian el futuro, el fin del mundo. Siguen teniendo amplia audiencia. Estos mitos comprenden dos clases principales, según el elemento que provoque la destrucción del mundo: el agua o el fuego. A menudo están vinculados a la astrología. La inminencia del fin se anuncia por una mayor frecuencia de eclipses, terremotos, y toda clase de catástrofes naturales que aterrorizan a los humanos. El clásico ejemplo es el 'Apocalipsis', considerado como tal por Bertrand Russell.[2]

## Lectura: literal, alegórica, simbólica
Aunque los mitos parecen haber sido planteados originalmente como historias literalmente ciertas, la dialéctica entre la explicación mítica del mundo y la filosófica y científica ha favorecido el desarrollo de lecturas no literales de los mitos, según las cuales estos no deberían ser objeto de creencia e interpretación.
Así, la lectura alegórica de los mitos, nacida en Grecia alrededor del siglo VI a. C. y continuada en la época helenística, propone interpretar a los dioses como personificaciones de elementos naturales. Dicha incipiente racionalización del mito, desarrollada a partir de la física presocrática, es llevada a cabo por intérpretes como Metrodoro de Lámpsaco y Teágenes de Regio (ambos alegoristas de los poemas y dioses homéricos). Este empeño encuentra su continuación en teorías posteriores, como la difundida en el siglo XIX por Max Müller, según la cual los mitos tienen su origen en historias mal comprendidas sobre el sol, que ha sido objeto de personificación, convirtiéndose en un personaje antropomorfo (el héroe o dios solar).
Por su parte, la lectura simbólica considera que el mito contiene un contenido veraz, pero no sobre aquello que aparentemente trata, sino sobre los contenidos mentales de sus creadores y usuarios. Así, el mito sobre cómo un dios instituyó la semana al crear el mundo en siete días contiene información veraz sobre cómo dividía el tiempo la sociedad que lo creó y qué divisiones hacía entre lo inanimado y lo animado, los distintos tipos de animales y el hombre, etc. Los mitos contienen también pautas útiles de comportamiento: modelos a seguir o evitar, historias conocidas por todos con las que poner en relación las experiencias individuales.
Los estudios modernos sobre el mito se sitúan en tres posiciones fundamentales:
- la funcionalista, desarrollada por el antropólogo Malinowski, examina para qué se utilizan los mitos en la vida cotidiana (refuerzo de conductas, argumento de autoridad, etc.);
- la estructuralista, iniciada por Lévi-Strauss, examina la construcción de los mitos localizando los elementos contrarios o complementarios que aparecen en él y la manera en que aparecen relacionados;
- la simbolista, que tiene referentes clásicos en Jung, Bachelard y Gilbert Durand, considera que el elemento fundamental del mito es el símbolo, un elemento tangible pero cargado de una resonancia o significación que remite a contenidos arquetípicos de la psique humana. Un ejemplo de arquetipo es el Niño Anciano, figura contradictoria que se manifiesta como un personaje longevo de apariencia o conducta infantil como Merlín o un bebé o niño capaz de hablar y dotado de enormes conocimientos, propios de un anciano —el niño Jesús dando clase a los doctores—.

## Diferencia entre el mito y otro tipo de narraciones
A menudo se suele confundir el mito con otro tipo de narraciones como los cuentos, fábulas o leyendas. Sin embargo, no son iguales.
Hay varias diferencias entre el mito y el cuento popular: mientras que los cuentos se presentan como ficciones, los mitos se plantean como historias verdaderas. Varía también la función: el mito es esencialmente etiológico (aclara cómo se llegó a una determinada situación; por qué el mar es salado o el hombre es mortal, por ejemplo), mientras que el cuento popular trasmite valores (más vale maña que fuerza, el bien siempre tiene su recompensa, el impostor siempre es descubierto, etc.). Además,la trama de los cuentos suele ser sencilla, mientras que los mitos forman parte de un entramado complejo, en el que cada historia está relacionada con las demás por la recurrencia de personajes, lugares,etc. (así, por ejemplo, la historia de Jasón está relacionada con los mitos sobre Heracles, al ser éste uno de los Argonautas).
Las fábulas se diferencian de los mitos por los personajes (los de las fábulas son animales de conducta humana; los de los mitos, dioses, héroes y monstruos) y por su función (las fábulas contienen un mensaje moral, que suele aparecer recogido al final de las mismas en forma de moraleja, mientras que los mitos son etiológicos).
En cuanto a las leyendas, se presentan, al igual que los mitos, como historias verdaderas y tienen a menudo una función etiológica (sirven, por ejemplo, para explicar cómo un linaje alcanzó el poder, sustentando así su legitimidad política); sin embargo, a diferencia de los mitos, suceden en un tiempo real, histórico, en lugares reconocibles por el oyente o lector y a menudo con protagonistas reales (cf. las leyendas sobre Carlomagno o el Cid).
Una misma trama puede aparecer en un mito, un cuento o una leyenda, dependiendo de cómo se presente la historia (como verdadera o ficticia) y cuál sea su función (etiológica, didáctica, entretenimiento...). Así, se ha señalado cómo la trama del mito de Edipo reaparece en la leyenda medieval que hace de Judas Iscariote un asesino de su padre que se casa, sin saberlo, con su madre.